# Enakomerno kroženje
Enakomérno króženje je poseben primer kroženja, pri katerem ima pospešek le radialno komponento. Enakomerno kroženje je pospešeno gibanje, saj se vektor hitrosti ves čas spreminja po smeri.